# Giuseppe Tomasi di Lampedusa
Giuseppe Tomasi di Lampedusa (født 23. december 1896 i Palermo, død 23. juli 1957 i Rom), hertug af Palma di Montechiaro og fyrste af Lampedusa var en italiensk forfatter.
Han eneste roman, Leoparden, blev udgivet i 1958 – efter hans død (på dansk i 1959) og gjorde ham berømt.
Bogen omhandler en siciliansk adelsslægt på Garibaldis tid og skildrer dekadencen, intrigerne, korruptionen og de voldsomme sociale kontraster, der prægede adelsfamiliens tilværelse.
Luchino Visconti instruerede en filmatisering af Leoparden, der havde premiere i 1963.
Lampedusa var selv adelig og var officer under det fascistiske styre.